# DNA (川本真琴の曲)
「DNA」（ディー・エヌ・エー）は川本真琴の2枚目のシングル。

## 解説
デビューシングル「愛の才能」とともに30万枚超えの連続スマッシュヒットを記録し、人気を確実なものとしたシングル。
ミュージック・ビデオはフィリピンのネグロス島で撮影された。ビデオ内でアコースティック・ギターをかき鳴らす姿が彼女の世間一般でのイメージとなったが、当時本人はまだギターを弾けず、この撮影のために短期間で練習したものだった。
タイトルはデオキシリボ核酸の略称「DNA」と、歌詞の「大嫌い（D）なのに（N）愛してる（A）」の部分の頭文字をかけたものとされている。
タイトル曲のDNAがカセットテープのA面、カップリング曲のLOVE&LUNAがB面というコンセプトで作られている。LOVE&LUNAでは、DNAでキスしているカップルとすれ違う様が歌われている。DNAのエンディングは、カセットテープの停止を模したものになっている。
「DNA」を作るきっかけとなったのは、小山田圭吾の楽曲「PERFECT RAINBOW」である。

## 収録曲
（全作詞・作曲：川本真琴／編曲：石川鉄男）
1. DNA（5:47）
  - フジテレビ系「HEY!HEY!HEY! MUSIC CHAMP」エンディングテーマ
2. LOVE&LUNA（4:21）
3. DNA（Backing Track）（5:47）

## 収録アルバム
- 川本真琴 (#1,2)
- The Complete Singles Collection 1996〜2001 (#1,2,3)

## カバー・バージョン
- ケラ&ザ・シンセサイザーズ - 2006年（アルバム『隣の女』に収録）